# Voiries de Paris
Ne doit pas être confondu avec Voirie de Paris.
Les voiries de Paris étaient des dépotoirs, des dépôts publics ou particuliers d'ordures ménagères, d'immondices, de matières fécales humaines et animales et d'animaux morts, dus à l'activité de la ville de Paris, situés à l'intérieur ou en périphérie immédiate de la ville, qui ont existé du Moyen-Âge au XIXe siècle.

## Historique
Le besoin de tels dépôts se fit sentir dès que les hommes se sont réunis en un certain nombre dans un espace limité. Au cours du Moyen-Âge, les habitants de chaque rue, obligés au balayage du devant de leurs maisons, louaient en commun un tombereau qui devait amener ensuite les immondices hors la ville. À partir du règne de Philippe Auguste, les voiries, ou décharges publiques, étaient nombreuses et situées à peu de distance de l'enceinte de Philippe Auguste et ont laissé des traces plus durables par l'accumulation des débris qui y furent apportés et formèrent des éminences dont on peut encore retrouver des traces.
Malgré plusieurs ordonnances rendues, en particulier de 1348 à 1350, les voituriers vidaient leur tombereaux à l'intérieur de la ville, au milieu des places un peu vastes au lieu de conduire les ordures dans les champs. Ainsi, à la fin du XIVe siècle, la place Maubert était tellement encombrée d'ordures et infectée, que les marchands des Halles cessèrent d'y venir, chassés par la puanteur. Plusieurs maisons devinrent inhabitées et dans d'autres régnaient des maladies pestilentielles. En 1389, la place fut déblayée et en 1392 une ordonnance interdit, sous peine d'une amende de 40 sous, de porter sur la place de Grève, pendant la nuit et d'y amasser « les fientes des latrines et les boues des égouts ». En 1395, le corps des voituriers est créé. Ces voituriers sont chargés d'enlever, dans des tombereaux, les immondices de Paris et de les conduire aux différentes voiries.
Par la suite, les voiries furent placées hors des portes de la ville. Jusqu'au règne de François Ier, à Paris, les matières fécales étaient transportées chaque jour aux décharges publiques. En 1724, Henri Sauval indique dans son chapitre sur les boues de Paris : « Tous les ans il se lève 100 000 francs pour charier les boues de Paris, cependant il n'y a point de ville plus boueuse, ni si sale, et quoi qu'on ait assez fait de proposition pour le rendre net, jamais elles n'ont été écoutées, ou parce que la chose passait pour impossible ou parce que c'est un revenu considérable pour quelques Grands qui en profitent ».
Parmi celles-ci on peut citer, :
Dans l'île de la Cité
La motta papellardorum c'est-à-dire Motte aux Papelards à la pointe orientale, derrière la cathédrale Notre-Dame de Paris, la plus ancienne qui devint ensuite le jardin des chanoines de Notre-Dame,.
Sur la rive droite
- la butte des Moulins, qui s'élevait de près de 5 mètres au-dessus des rues Neuve-des-Petits-Champs et Saint-Honoré
- la butte de la rue Montmartre, entre la rue du Mail et le boulevard Montmartre
- la butte Baillis, qui dominait de 4 mètres au moins la rue de Valois
- une butte qui recouvrait une partie de l'actuelle place du Carrousel
- la butte Bonne-Nouvelle également appelée butte-aux-Gravois, qui domine les Grands boulevards, comprise entre la rue Poissonnière à l'ouest, le boulevard de Bonne-Nouvelle au nord et la rue de Cléry au sud-est et traversée par la rue de la Lune et la rue Beauregard et où est construite l'église Notre-Dame-de-Bonne-Nouvelle
- la butte Meslay ou butte Saint-Martin qui domine également les Grands boulevards, située rue Meslay, rue Notre-Dame-de-Nazareth et boulevard Saint-Martin
- la voirie de la Fosse aux Chiens qui était située à la limité sud de l'impasse des Bourdonnais dans l'ancien fossé de la première enceinte médiévale[5].

Sur la rive gauche
- rue Saint-Hyacinthe-Saint-Michel
- aux deux extrémités de la rue Taranne
- la butte des Coupeaux également formée par un amoncellement de décombres, alors située Terre d'Alez, et sur laquelle fut construite la gloriette de Buffon, dans le Jardin des Plantes.
- derrière la place de l'Estrapade.

L'enceinte de Paris ayant été considérablement reculée sous le règne de Charles V et de Charles VI, et les anciennes voiries s'y trouvant renfermées, il fallut en former de nouvelles. Leur nombre fut porté à six.
- la première formée par la saillie qui se trouve sur le boulevard entre la rue Amelot et celle des Tournelles devint le bastion Saint-Antoine lors du réaménagement des fortifications en 1554-1560[6].

- la deuxième de faible dimension au sud de l'actuelle place Pasdeloup transformée en bastion vers 1610[7].

- la troisième près de la porte du Temple dans un quadrilatère entre les rues Béranger et Charlot, le boulevard du Temple et la place de la République aménagée en bastion en 1631-1641. Ce monticule nommé «Bastillon » sur le plan de Bâle de 1550 est représenté couvert de moulins sur le plan de Mérian de 1615[8].

- la quatrième était entre la porte du Temple et la porte Saint-Martin, et porte maintenant la rue Meslay et le boulevard Saint-Martin. Sa trace est visible par la surélévation des trottoirs restés au niveau de l'ancienne butte au-dessus de la chaussée creusée pour adoucir la pente. Avant la création du boulevard en 1670, la voirie avait été aménagée en bastion en 1609[9].

- la cinquième, la butte aux gravois, était placée entre la porte Saint-Denis et la porte Montmartre. La butte fut partiellement urbanisée à partir de 1513 puis un nouveau quartier établi à partir de 1620 après destruction des constructions lors du siège de 1590. Entre-temps le bord de la butte fut aménagé en bastion en 1634-1635. Le monticule porte l'actuel quartier de Bonne-Nouvelle. Le flanc nord de la colline fut arasé en 1709 pour permettre le passage des véhicules sur le boulevard de Bonne-Nouvelle en contrebas[10].

- la sixième entre la porte Montmartre et la porte Saint-Honoré, la butte Saint-Roch jouxtait la butte des Moulins fut englobée dans la ville fortifiée par l'enceinte des Fossés Jaunes construite à partir de 1566. Ces buttes furent partiellement arasées en 1640 lors de la création du nouveau quartier Richelieu puis presque complètement vers 1870 lors du percement de l'avenue de l'Opéra.

Ces monticules étaient relativement élevés car tous les plans anciens les représentent couverts de moulins à vent.
Ils donnèrent même des craintes dans quelques circonstances où l'on pouvait appréhender un siège, par l'avantage qu'ils auraient pu donner à l'artillerie des assiégeants. C'est pourquoi les quatre premiers furent aménagés en bastions.
D'après un manuscrit de 1636, Paris possédait 9 voiries :
1. Une voirie publique hors de la porte Saint-Antoine, qui était située au nord de la Bastille et à la hauteur du boulevard actuel.
2. Une voirie publique située entre les portes du Temple et Saint-Martin de l'enceinte de Charles V. Elle était située à hauteur de la rue Meslay actuelle.
3. La voirie proche de la fausse porte Saint-Denis et Saint-Lazare, située au devant du pont jeté sur le Grand Égout, qui coulait à peu près sur l'emplacement de la rue des Petites-Écuries actuelle.
4. La voirie de la porte Montmartre, qui avait été commencée en 1635-1636 et située à l'extrémité de la rue des Jeûneurs.
5. La voirie située entre la porte neuve Saint-Honoré et la Porte de la Conférence, construite dans l'axe de la rue Royale et située sur le bord de la Seine à l'extrémité orientale du jardin des Tuileries.
6. La voirie du Pré-aux-Clercs.
7. Une voirie située « au delà des Petites-Maisons » et dépendant de l'abbaye de Saint-Germain-des-Prés. L'hôpital des Petites-Maisons, devenu hospice des Ménages était situé rue de Sèvres entre la rue de la Chaise et la rue du Bac.
8. Une voirie située entre le faubourg Saint-Jacques et le faubourg Saint-Marceau.
9. Un champ servant de voirie situé au bout du faubourg Saint-Victor appartenant à l'abbaye de Saint-Victor.

La voirie de Montfaucon située à l'emplacement de l'actuelle place du Colonel-Fabien n'est pas citée dans cet ouvrage.
En 1674, les voiries furent mises à la charge du roi de France et c'est à cette même époque que furent séparées les boues des matières fécales et les charognes.

## La suppression des voiries
À la fin du XVIIe siècle, Paris ne comptait plus que trois voiries qui recevaient des déjections solides et liquides de ses habitants : les voiries de Montfaucon, du faubourg Saint-Germain et du faubourg Saint-Marceau.
Pourtant Henri Sauval en 1724 indique que les boues sont toujours présentes dans Paris : « Ces boues au reste sont noires, puantes, d'une odeur insupportable aux Étrangers, qui pique et se fait sentir à 3 ou 4 lieues à la ronde. De plus cette boue, outre sa mauvaise odeur, quand on la laisse sécher sur de l'étoffe, y laisse de si fortes taches qu'on ne saurait les ôter sans emporter la pièce, et ce que je dis des étoffes se doit entendre de tout au reste, parce qu'elle brûle tout ce qu'elle touche ; ce qui a donné lieu au proverbe : "Il tient comme boue de Paris" ».
Vers 1760, la voirie de Montfaucon fut désignée comme principale décharge de la ville et éloignée de 300 mètres de son ancien site proche de l'ancien gibet et reportée au pied des Buttes-Chaumont dans un quadrilatère situé approximativement entre les actuelles rue de Meaux, avenue Secrétan, rue Édouard-Pailleron et Avenue de Laumière.
En 1781, les voiries du faubourg Saint-Germain et du faubourg Saint-Marceau furent supprimées et la voirie de Montfaucon fut désignée unique décharge de la capitale.
Aux environs de 1820, on comptait cependant encore 7 voiries à la périphérie de la ville, à la barrière de Montreuil, rue de Ménilmontant, rue du Château-Landon, rue de la Voirie, barrière des Fourneaux, barrière d'Enfer et barrière des Deux-Moulins.
Devant l'incurie de l'administration, en 1825, les habitants du quartier de la rue de Ménilmontant, qui demandaient depuis longtemps la translation de la voirie, prirent le parti de se faire justice eux-mêmes. Ils fermèrent la voirie et en expulsèrent violemment les tombereaux. Plus tard, les voiries furent réduites à 3 grands dépôts placés à l'entrée de Vincennes, à Montrouge et à Clichy. En 1831, elles furent supprimées et les immondices furent livrées directement à l'industrie. Une ordonnance indiquait : « Les produits du nettoiement doivent être transportés à 2 000 mètres de barrières de Paris, sur des terrains dont l'entrepreneur doit se pourvoir, à ses frais risques et périls, en se conformant aux lois et règlements relatifs au établissements insalubres ». Les anciennes voiries urbaines et publiques sont désormais transformées en dépôts privés disséminés dans les communes rurales. Les immondices y sont transportées par bateaux ou par tombereaux et livrés à l'agriculture sous le nom de gadoues.
La voirie de Montfaucon remplacée par la voirie de la forêt de Bondy fut supprimée en 1849 .
Le dépotoir ouvert en 1845 quai de Metz pour évacuer les vidanges vers la voirie de Bondy par le canal de l'Ourcq fut supprimé en 1900 lorsque le tout-à-l'égout fut généralisé. Ce fut la dernière décharge parisienne.

## Listes de voiries
Liste non exhaustive des voiries de Paris :
- Voirie de l'Est, également nommée petite Voirie, qui était située à l'emplacement de la rue du Marché-Popincourt.
- Voirie du Nord-Est, de la rue du Château-Landon au chemin de la Chapelle[13]
- Voirie du Nord-Ouest, de la rue de la Voirie (actuelle place Henri-Bergson) à la rue des Grésillons (actuelle rue de Laborde)[14]
- Voirie du Sud-Ouest, rue et barrière des Fourneaux
- Voirie de la forêt de Bondy, en extra muros de Paris dans la forêt de Bondy
- Voirie des Grésillons, située rue des Grésillons (actuelle rue de Laborde) qui commence rue du Rocher et finit rue de Miromesnil
- Voirie Meslay, située entre les portes du Temple et Saint-Martin, rue Meslay, rue Notre-Dame-de-Nazareth et boulevard Saint-Martin
- Voirie rue Saint-Hyacinthe-Saint-Michel
- Voirie de Montfaucon, chemin de Pantin, en extra muros de Paris à la barrière du Combat
- Voirie des Porcherons, située à l'angle de la rue de la Voirie et de la rue Notre-Dame-de-Lorette
- Voirie de la porte Saint-Antoine, située à gauche de cette porte, dans l'emplacement qu'occupe le boulevard Beaumarchais, entre les rues Amelot et des Tournelles jusqu'en bas de la rue de la Roquette, à côté de l'hôtel royal de l'Arquebuse,
- Voirie de la porte Saint-Denis, entre les portes Montmartre et Saint-Denis, comprise entre le boulevard de Bonne-Nouvelle au nord et la rue de Cléry au sud-est et traversée par la rue de la Lune et la rue Beauregard et où est construite l'église Notre-Dame-de-Bonne-Nouvelle
- Voirie de la porte du Temple, située à droite de cette porte sur l'esplanade des filles du Calvaire
- Voirie Saint-Denis, située à l'angle de l'actuelle passage des Petites-Écuries et de la rue des Petites-Écuries
- Voirie de l'Université, située près de la porte de Buci, entre les rues Saint-Guillaume et des Saints-Pères
- Voirie de Vaugirard, située à la Croix de Vaugirard, chemin d'Issy, sur la commune de Vaugirard
- Voirie de Vitry, située au début du chemin de Vitry

## Rues de Paris ayant porté le nom de «voirie»
- Rue de la Voirie : 
  - actuelle rue Cadet
  - actuelle rue Grégoire-de-Tours (anciennement rue du Cœur-Volant)
  - actuelle rue Louis-Blanc
  - actuelle rue Poliveau
  - actuelle rue de Meaux
- Chemin de la Voirie : 
  - actuelle rue René-Boulanger (anciennement, rue de Bondy, ou de Bondi et rue des Fossés Saint-Martin).
  - actuelle rue des Quatre-Vents[15] ; également appelée ruelle de la Voirie-de-la-Boucherie
  - rue des Fossés-Saint-Martin, voie disparue en 1866 pour tracer la rue Cail et le prolongement de la rue Louis-Blanc.
- Basse Voirie : C'est ainsi que l'on nommait au début du XVIIe siècle un endroit où l'on déposait les boues et les immondices, et qui était situé où se trouve à présent la rue du Clos-Georgeau, près de celle Sainte-Anne, maintenant Helvétius
- Haute Voirie : Au milieu du XVIe siècle on trouve ainsi l'espace qui était entre les rues d'Argenteuil, des Moineaux et des Orties.
- Barrière de la Voirie : Autre nom de la barrière des Fourneaux[16]
- Rue de la Voirie-Saint-Honoré et impasse de la Voirie : actuelle place Henri-Bergson
- Rue de la Voirie Saint-Denis : Commençait rue de la Chapelle et finissait rue du Château-Landon. Elle s'appela rue des Fossés Saint-Martin.
- Rue du chemin de la Voirie Saint-Denis :
- Rue de la Petite Voirie du Roule : Commençait rue de la Voirie et finissait rue de la Bienfaisance.
- Rue de la Voirie Popincourt : Commençait entre les nos  94 et 96 rue de Popincourt et finissait 48 rue de Ménilmontant, actuelle rue Ternaux
- Trou punais
- Rue des Canettes qui porta le nom de rue du Trou Punais

## Voie de Paris portant le nom de «voirie»
Passage de la Petite-Voirie dans le 11e arrondissement